# Maclaren Monolith
Maclaren Monolith är en bergstopp i Antarktis. Den ligger i Östantarktis. Argentina och Storbritannien gör anspråk på området. Toppen på Maclaren Monolith är 1 000 meter över havet.
Terrängen runt Maclaren Monolith är kuperad söderut, men norrut är den platt. Terrängen runt Maclaren Monolith sluttar norrut. Trakten är obefolkad. Det finns inga samhällen i närheten. 